# Bronislav Kotiš
Bronislav Kotiš (* 5. března 1972 Praha) je český herec, zpěvák a režisér.

## Divadlo
Vystudoval Státní konzervatoř Praha obor hudebně - dramatický který nedostudoval. Již během studia hrál v divadle Semafor a Divadle v Řeznické. V letech 1998 - 2014 byl členem souboru operety a muzikálu Divadla Josefa Kajetána Tyla v Plzni, kde mu mimo jiné ztvárnění role Horáce Hogofoga v muzikálu Limonádový Joe přineslo širší nominaci na Cenu Thálie za rok 2007. Během let účinkoval v Divadle na Zábradlí, Divadle ABC, Divadle Spirála či v Divadle Viola. Na festivalu Divadelní léto pod plzeňským nebem bylo možné ho vidět v inscenacích Don Juan, Revizor, V nouzi poznáš přítele, Tři mušketýři a Lhář a Don Quijote.V současné době působí na pražské scéně v Hudebním divadle Karlín v inscenacích Polská krev, Mam'zelle Nitouche a The Addams family, v Divadle Broadway v Mýdlovém princi a Angelice a v Kongresovém centru Praha v muzikálech Mamma Mia a Ať žijí duchové. Také hraje v činoherních představních KOndoMEDIE (Divadlo v Rytířské), Výchova slečny Rity (Divadlo Dialog) a v mnoha představeních Divadla Pluto v Plzni.

### Divadlo Konzervatoře Praha
- Rybář – Rybář a jeho žena (1991)
- První parašutista – Kdyby tisíc klarinetů aneb Je nám líto Schulzeho (1991)
- Bogart – Zahraj to znovu, Same (1992)

### Semafor
- Druhý asistent – Pět strun a poslední štace (1992)
- Kytice I
- Sbor – Kytice II (1993)
- Nižní Novgorod
- V hlavní roli Písnička

### Divadlo Viola
- Honza – Český Honza (1993)

### Divadlo Na zábradlí
- Prostoduchý muž – On a ti druzí (1994)

### Divadlo Spirála
- Apoštol Petr /Tomáš – Jesus Christ Superstar (1994)
- Apoštol Petr – Jesus Christ Superstar Verze '97 (1997)

### DivadloABC
- On – Tmavomodrá revue Jaroslava Ježka (1996)

### Divadlo Milenium
- Šašek – Rusalka Muzikál (1998)

### Divadlo Miroslava Horníčka
- Jakub – Muzikvariát (2001)

### Divadlo Josefa Kajetána Tyla vPlzni
- Jánošík – Malováno na skle (1998)
- Raul – Holka nebo kluk (1998)
- Bill Calhoun – Kiss Me Kate (1999)
- Mesrin – Spor aneb dotyky a spojení (1999)
- Farář - Návštěva staré dámy (1999)
- Lord Grey – Richard III. (1999)
- Nick Arnstein – Funny Girl (2000)
- Garduňa – Mlynářka z Granady (2000)
- Motl Kamzojl – Šumař na střeše (2000)
- Ota – Ještě jednou, profesore (2001)
- Skalský – Pytlákova schovanka (2001)
- Eda – Šakalí léta (2001)
- Aralambi – Cikáni jdou do nebe (2001)
- Bobby Child – Crazy For You (2002)
- Paddy Bluffs – Tulák (2002)
- Henry Higgins – My Fair Lady (2002)
- Zpívá, večerem provází – Zázračný svět muzikálu (2003)
- Kristián – Kristián 2 (2003)
- Vypravěč 2 – Pokrevní bratři (2003)
- Cliff Bradshaw – Kabaret (2004)
- Célestin – Mam´zelle Nitouche (2004)
- Tvéfisto / Vláďa – Špatně placená procházka (2004)
- Josef Lányi, učitel – Ferdinand (2004)
- Aristide Forestier – Kankán (2005)
- Cervantes / Don Quijote – Muž z kraje La Mancha (2005)
- Pavel – Akvabely (2006)
- Don Lockwood – Zpívání v dešti (2006)
- Zpívá, večerem provází – S operetou kolem světa (2006)
- Král pirátů - Piráti z Penzance (2006)
- Bálú, učitel vlčích mláďat – Kniha džungle (2007)
- Boris – Obraz (2007)
- Horác alias Hogo Fogo – Limonádový Joe (2007)
- Zpívá, večerem provází – Jak se hrály naše muzikály (2007)
- Billy Flynn – Chicago (2007)
- Zpívá, večerem provází – S operetou kolem světa (2008)
- Abram Beer – Koločava (2008)
- Andy Doodle – Uličnice (2008)
- Kostelník – ŘEK ZORBA (Zorbá) (2008)
- Mister Bondy – Vévodkyně z Chicaga (2009)
- Trevor Greeden – Hledá se muž. Zn.: Bohatý!  (2009)
- Pan Sheldrake – Sliby chyby (2009)
- Sir Bedevere / Matka Dennise Galahada / Concord – Monty Python's SPAMALOT (2010)
- Phileas Fogg – Cesta kolem světa za 80 dní (2010)
- Muž č. 1 – Miluju tě, ale… (2010)
- Dr. Falke – Netopýr (2011)
- Manuel Díaz alias Zpívající Manuel, dobrodruh – Fantom Morrisvillu (2011)
- Vévoda Štěpán - Noc na Karlštejně (2011)
- Freddy Benson - Prodavači snů (2012)
- Komisař Ledvina - Adéla ještě nevečeřela (2012)
- Don Alfonso - Růže z Argentiny (2012)
- Guido Contini - Nine (2012)
- Vodník Čochtan - Divotvorný hrnec (2013)
- Ředitel věznice - Polibek pavoučí ženy (2013)
- Jakub/Správce Sláma - Divá Bára (2014)
- Roger Strong - Chyť mě, jestli na to máš (2017)
- Deny - Zácpa (2018)

### Divadelní léto pod plzeňským nebem
- Pan Neděla – Don Juan (2008)
- Artěmij Filipovič Zemljanika – Revizor (2009)
- Ricattore, hospodský - V nouzi poznáš přítele (2012)
- Pan Bonacieux - Tři mušketýři (2013)
- Doktor Balanzoni, benátský lékař - Lhář (2014)
- Holič, Vězeň, Hudebník, Zrcadlový rytíř - Don Quijote (2016)
- Pavel - Akvabely (2017)
- Carbon de Castel - Jaloux - Cyrano (2018)
- Koděra, Mikuli, Chasa - Švanda dudák (2019)

### Hudební divadlo Karlín
- Popiel – Polská krev (2009)
- Christopher Belling – Vražda za oponou (2011)
- Célestin/Floridor - Mam'zelle Nitouche (2013)
- Mal Beineke - The Addams family (2014)

### Divadlo Alfa
- Boris – Obraz (2009) - obnovená premiéra
- Pavel – Akvabely (2009) - obnovená premiéra
- Hnízdil, invalida – Sirup (2010)

### Divadlo Pluto
- Giacomo - Dva muži v šachu
- Vražda v koupelně aneb Namydlené historky 1.
- Lucerna zeleného Rudolfa aneb Namydlené historky 2.
- Návrat Odyssea
- Mejdan manželek šílených aneb Manželství je kabaret 1. (2009)
- Eda Picák - Kalba manželů šílených. (2010)
- Celestin, Floridor - Hrajeme Tuš pro Nituš. (2012)
- Karel Kartouch - Klíče na neděli. (2015)
- Lumír - Vraždy a něžnosti aneb Antonín Procházka podruhé! (2016)
- Anton Antonovič Skvoznik-Dmuchanovskij - Revizor aneb Gogol v Plutu (2016)
- plukovník Pickering - My Fair Lady (2017)
- Antonín Řezníček (Tony) - Splašené nůžky (2018)

### Kongresové centrum Praha
- Sam - muzikál Mamma Mia (2014)
- František (hajný Kochánek) - muzikál Ať žijí duchové (2016)

### Divadlo Broadway
- Bob Valenta, majitel herecké agentury/ Zdeněk Bečvář, lesní dělník - Mýdlový princ (2015)
- Geno - Angelika (2016)
- Porthos - Muž se železnou maskou (2017)
- Starý Kocour - Kocour v botách (2018)
- Jakub Deml - Kvítek Mandragory (2019)

### Divadlo Dialog
- Frank - Výchova slečny Rity (2016)

### Komorní Divadlo Kalich
- ředitel firmy Kopel - KOndoMEDIE (2016)
- Pierre - Úhlavní přátelé (2020)

### Divadlo Goja Music Hall
- Chagal - Ples Upírů (2017, 2025)
- Monsieur Firmin/ André - Fantoma opery (2018)
- Thenárdiér - Bidnici (2024/2025)

### Divadlo na Fidlovačce
- Sir Osgood Fielding - Sugar (Někdo to rád horké) (2017)

## Režie
- Severočeské divadlo opery a baletu Ústí nad Labem - Růže z Argentiny (2014)
- Severočeské divadlo opery a baletu Ústí nad Labem - Cikáni jdou do nebe (2015)
- Divadlo Pluto v Plzni - My Fair Lady (2017)

## Rozhlas, televize, film
Mimo divadlo natáčí v televizi, ale i pro Český rozhlas Plzeň: Stránky na dobrou noc, Plešatá zpěvačka, Pohádky Vlasty Buriana atd. Za četbu na pokračování Věci z jednoho pokoje byl nominován na cenu (Ne)viditelný herec 2008/2009.
Objevil se v několika dílech seriálu Vyprávěj - role Peter Malina, dále účinkoval v jednom dílu dokumentárního cyklu Šumná města (díl: Plzeň), kde ztvárnil roli architekta Karla Honzíka.
Jako herec se divákům představil i ve filmech Zdeňka Trošky Babovřesky 2 a 3 v roli Dobroslava Dočistila (kontrolora z ministerstva financí). V roce 2016 si zahrál Hejkala Huga ve filmu Strašidla.
V letech 2016–2017 se objevoval v roli bláznivého vědce v první řadě vědomostně-zábavného pořadu Kdo to ví? na televizi Barrandov.